# (6641) Bobross
(6641) Bobross est un astéroïde de la ceinture principale.

## Description
(6641) Bobross est un astéroïde de la ceinture principale. Il fut découvert le 29 juillet 1990 à l'Observatoire Palomar par Henry E. Holt. Il présente une orbite caractérisée par un demi-grand axe de 2,78 UA, une excentricité de 0,19 et une inclinaison de 4,9° par rapport à l'écliptique.

## Compléments